# ساتی اسپیواکووا
ساتی اسپیواکووا (ساتنیک ساهاکیانتس) (ارمنی: Սաթի Սպիվակովա؛  ۷ ژانویهٔ ۱۹۶۲) یک بازیگر و مجری تلویزیونی اهل ارمنستان است. وی از سال میلادی تا کنون فعالیت می‌کند.

## زندگی‌نامه
وی با نام اصلی ساتنیک زارهٔ ساهاکیانتس (ارمنی: Սաթենիկ Զարեհի Սահակյանց) در ۷ ژانویه ۱۹۶۲ در ایروان از والدینی به نام‌های زاره ساهاکیانتس (نوازنده ویولن) و آیدا آوتیسووا (نوازنده پیانو) به دنیا آمد و از انستیتو هنرهای نمایشی مسکو (۱۹۸۴) فارغ‌التحصیل شد. وی همچنین برندهٔ جوایزی همچون نشان دوستی (۲۰۱۳) شده است.

## گزیده فیلمشناسی
از فیلم‌ها یا برنامه‌های تلویزیونی که وی در آن نقش داشته است می‌توان به آنوش (۱۹۸۳) اشاره کرد.

## یادداشت
1. ↑  Աիդա Ավետիսովա